# Miltiade (Père de l'Église)
Pour les articles homonymes, voir Miltiade.
Miltiade est un Père de l'Église du IIe siècle dont toutes les œuvres sont perdues.

## Biographie
Tertullien l'appelle « Miltiade le sophiste » (au sens de « rhéteur ») ce qui paraît une allusion à l'élégance de son style. La liste approximativement conservée de ses titres laisse penser qu'il était originaire d'Asie mineure. Pour la même raison, on le compare souvent à son contemporain Tatien et on suggère qu'il fut peut-être, comme lui, l'élève de Justin de Naplouse. Mais ce ne sont là que des hypothèses.
Eusèbe, qui est pratiquement notre seule source, cite de lui une apologie, deux ouvrages de polémique, l'un contre les Grecs, l'autre contre les Juifs, tous deux en deux livres. Il ne reste rien de ces écrits. Indirectement, il nous renseigne sur un traité anti-montaniste dont il reste peut-être des traces.
Eusèbe nous informe donc que Miltiade composa, « pour les princes de ce monde » (πρὸς τοὺς κοσμικοὺς ἄρχοντας), une apologie de la « philosophie » qu'il pratiquait. Ces princes sont vraisemblalement l'empereur Marc Aurèle et son associé, soit Lucius Verus soit Commode, ce qui situerait l'ouvrage en 161-169 ou en 176-179. On reconnait le genre de la supplique, cher aux apologistes du IIe siècle et on songe évidemment aux apologies de Justin et, plus encore, à la Supplique au sujet des chrétiens d'Athénagore qui, s'adressant lui aussi à Marc Aurèle, se proclamait « philosophe chrétien » et réclamait à ce titre que la pensée chrétienne ait toute sa place parmi les grands courants de la philosophie grecque. Mais l'existence d'un ouvrage « contre les Grecs » inciterait plutôt à penser que, comme Tatien, Miltiade rejetait la culture grecque tout entière. Pour G. Bardy, traducteur d'Eusèbe, philosophie n'a ici que le sens de « genre de vie » ou de « conduite chrétienne ».
Selon Tertullien, Miltiade serait l'auteur d'un traité contre les Valentiniens dont il ne reste rien.
Contre les montanistes, Miltiade aurait composé un livre dans lequel il est démontré qu'il ne faut pas qu'un prophète parle en extase. Eusèbe apparemment ne connaissait déjà plus cet ouvrage autrement qu'à travers le traité anti-montaniste anonyme dont il donne de larges extraits dans les chapitres 16-17 de son livre V.
Il est possible qu'une des parties les plus intéressantes de ce traité, celle qui établit la distinction entre vrais et faux prophètes dans l'Église, provienne de l'écrit perdu de Miltiade.